# 란쳇
란쳇(ZALA Lancet, 공식 명칭: 아이템 52/아이템 51) 은 러시아 회사 ZALA Aero Group( 칼라시니코프 콘체른의 자회사 중 하나)이 러시아군을 위해 개발한 무인 항공기 (UAV) 및 자폭형 무인 항공기이다. 2019년 6월 모스크바에서 열린 ARMY-2019 군사 박람회에서 처음 공개됐다. ZALA Kub-BLA (KYB-UAV라고도 함) 자폭 무인 항공기의 개량형 모델이다. 이란은 2024년 4월에 러시아가 자국의 드론과 유사한 제품을 제조했다고 주장했다.

## 제원

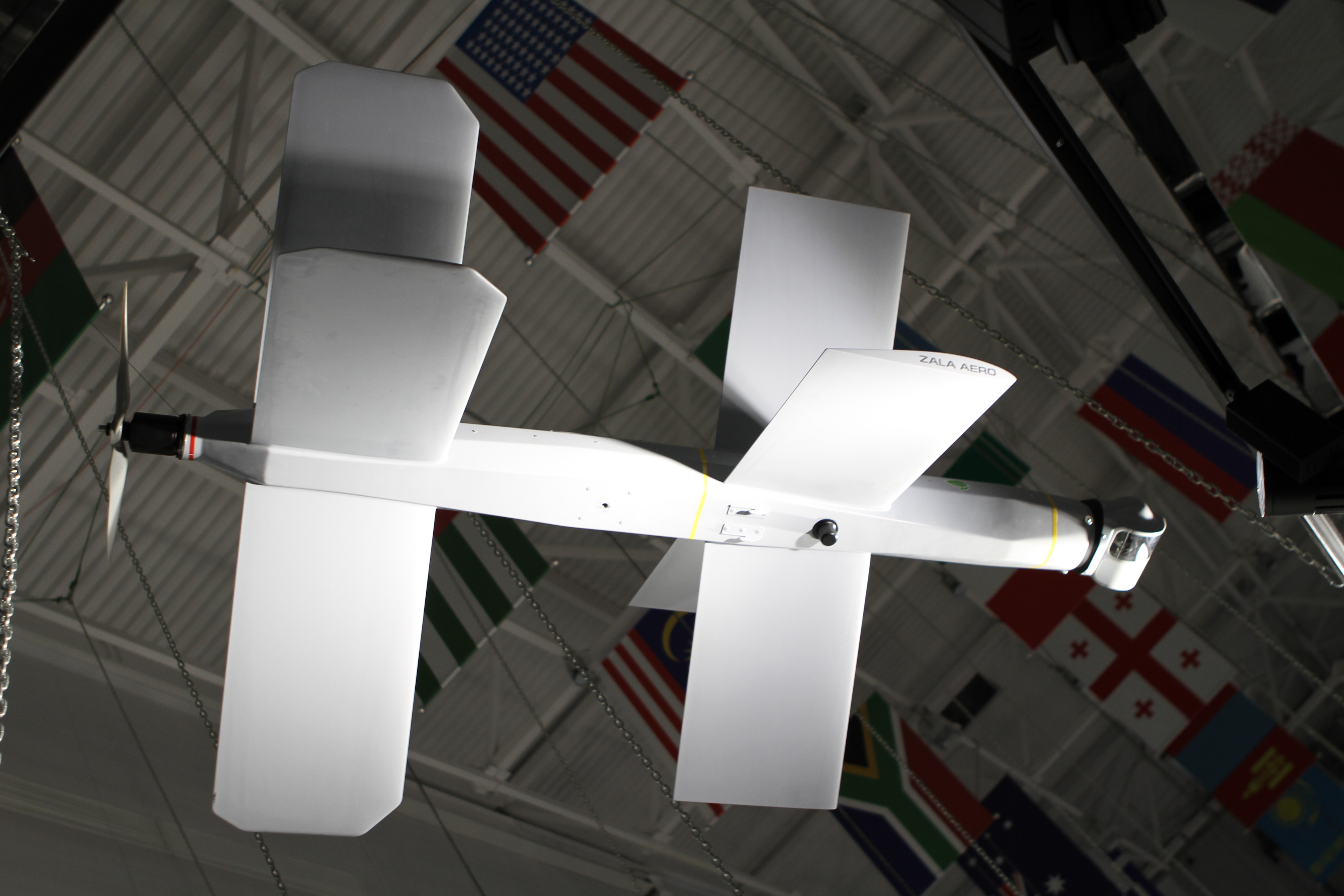
란쳇의 옆모습

란쳇은 정찰 임무과 공격 임무 모두에 사용할 수 있다. 최대 범위는 40 킬로미터 (25 mi)이다. 및 최대 이륙 중량 (MTOW)은 최대 12 킬로그램 (26 lb)이다. 전투 모드에서는 고폭탄 (HE), HE 파편탄두 또는 성형작약 탄두로 무장할 수 있다. 그리고 비행의 최종 단계에서 탄약을 제어할 수 있도록 하는 광학 전자 유도 장치와 TV 유도 장치를 갖추고 있다. 이 드론은 정보, 항법 및 통신 모듈을 갖추고 있다. 란쳇을 개발한 ZALA Aero Group의 수석 디자이너인 알렉산더 자카로프에 따르면, 랜쳇은 소위 '공기 채굴(air mining)' 역할에 사용될 수 있다고 한다. 이 역할에서 드론은 최대 시속 300 킬로미터 매 시 (190 mph) 의 속도로 낙하로 적의 무인 전투 항공기 (UCAV)를 비행 중에 공격한다. 란쳇은 랩터급 순찰선과 같은 지상 또는 해상 플랫폼에서 투석 발사기를 통해 발사될 수 있다. 드론은 전기 모터로 구동된다.
ZALA 드론은 868-870MHz 및 902-928MHz 대역의 무선 주파수를 사용한다. 란쳇은 방해를 복잡하게 하기 위해 예비 주파수가 있는 두 개의 주파수 채널에서 작동하며 통신 릴레이 UAV와 연동할 수 있다.
란쳇에는 NVIDIA의 온보드 제어 장비로 사용되는 Jetson TX2 모듈 과 AMD가 소유한 미국 회사인 Xilinx의 프로그래밍 가능 논리 구현에 사용되는 Xilinx Zynq SoC 모듈을 포함한 많은 서양 전자 부품이 포함되어 있다.

## 운용

### 시리아 내전
란쳇은 적어도 2020년 11월 이후 시리아 내전에 대한 러시아 군사 개입 동안 시리아에서 실전 테스트를 거쳤다. 2021년 4월에는 란쳇 드론들이 리브 주의 타흐리르 알샴에 대한 타격에 투입되었다.

### 러시아의 우크라이나 침공
2022년 6월 8일, 러시아 방위 기업 로스텍은 우크라이나에 대한 러시아의 침공 동안 란쳇 및 KUB 드론이 배치되었다고 발표했다. 한 달 후, 우크라이나 내 전투 사용에 대한 첫 번째 영상이 공개되었다. 2022년 후반에 SNS에 란쳇 드론이 방공 체계, 자주포, 탱크, 군용 트럭 등 다양한 우크라이나 군사 목표물을 공격하는 모습을 담은 동영상이 여러 개 등장했다. 란쳇에 의해서 손상되거나 파괴된 표적에는 S-300 미사일 시스템, Buk-M1 미사일 시스템, T-64 전차, 서방에서 공급한 M777 및 FH70 곡사포, M109, AHS 크라프 및 CAESAR 자주포가 포함되었다. 2022년 11월 4일, 우크라이나 해군의 Gyurza-M급 포함이 란쳇 무인기에 의해 피해를 입었다. 이는 전쟁 중 란쳇이 우크라이나 해군 목표물을 공격한 첫 사례였다.
러시아가 우크라이나 에너지 인프라에 장거리 이란의 샤헤드-136 가미카제 드론을 사용하는 반면, 란쳇은 주로 정찰 드론이 발사되기 전에 위치를 파악해 고가치 군사 목표물을 공격하는 정밀 전장 무기로 사용된다. 란쳇은 우크라이나 목표물 몇 개를 명중시킨 것으로 기록되어 있지만, 빗나간 적도 있다. 목표물을 공격하더라도 반드시 사살한다는 보장은 없으며, 때로는 수리가 가능한 경미한 피해만 입힌다. 미국의 잡지 포브스에 따르면 러시아는 국제 제재로 인해 대량의 란쳇을 생산하지 못할 수도 있다고 한다. 이는 러시아 드론은 수입 전자제품에 의존하고 있으며 대체품을 찾는 데 어려움을 겪고 있기 때문이다. 그러나 2023년 7월, TV 뉴스 영상에는 수백 개의 란쳇을 제조하는 대규모 신규 시설이 나왔으며 제조업체는 생산량이 3배로 늘어났다고 주장했다.
2023년 2월, 란쳇 드론은 우크라이나군이 소수로 운용하는 T-84 전차를 표적으로 삼아 공격했다. 2023년 3월, 영국에서 공급한 Stormer HVM 방공 체계가 처음으로 란쳇 드론의 공격을 받았다.
네덜란드의 오픈소스 인텔리전스 웹사이트 인 오릭스(Oryx) 에 따르면, 2023년 3월 3일을 기준으로 란쳇 드론은 전쟁 중 우크라이나 목표물에 100회 이상의 명중을 기록했다. 대부분의 표적은 견인포와 자주포였다. 러시아 소식통도 드론의 높은 효율성에 대해 주장했다.
2023년 4월 18일, 란쳇 드론에 맞아 드니프로 강에서 우크라이나 순찰선이 파괴되었다는 보고가 나왔다. 2023년 4월 27일, 우크라이나 Tor SAM 시스템에 대한 란쳇 공격을 확인하는 비디오가 등장했다. 같은 날 란쳇 드론이 S-300 미사일 시스템용 5P85S 발사대 하나를 파괴하고 다른 하나를 손상시키는 모습을 보여주는 다른 영상도 SNS에 등장했다.
2023년 우크라이나 반격 동안 IRIS-T SLM 방공 체계의 TRML-4D 다기능 레이더가 파괴되었고, 레오파드 2 A6 전차는 란쳇 드론에 의해 심하게 손상되었다.
러시아 소식통에 따르면, 2023년 9월 19일 란쳇이 드니 프로페트로브스크 지역 크리비리흐 근처 돌긴체보 비행장에 주둔한 우크라이나 MiG-29 전투기를 처음으로 공격했다고 한다. 이곳은 드네프르 강 최전선에서 약 70km 떨어진 곳이었으며, 이는 무인기의 최대 사거리가 이전에 선언된 40km보다 늘어났다는 것을 의미한다. 미그기는 조종석 부근에 피격을 입은 것으로 알려졌다. 2023년 10월 11일, 또 다른 영상에서는 란쳇이 Dolgintsevo 비행장에 주차된 우크라이나 Su-25를 공격하는 모습이 담겨 있다.
LostArmour에 따르면, 2023년 10월 3일을 기준으로 러시아는 2022년 7월부터 우크라이나의 다양한 무기에 대해 총 667회의 란쳇 공격을 실시했다. 이 중 210개 목표물(31%)은 파괴되었고, 355개 목표물(53%)은 상당한 피해를 입었다. 드론은 48회에 걸쳐 목표물을 공격하지 못했고, 52회에 걸친 공격 결과는 아직 확인되지 않았다. 란쳇 작전의 절반 가까이는 포병 시설에 집중되었는데, 여기에는 142문의 자주포(우크라이나 자주포 손실의 64%), 170문의 곡사포와 박격포, 수십 개의 MLRS 발사대가 포함되었다. 목표물의 25%는 전차와 경장갑차량이었고, 10%는 자동차와 기타 비교적 가치가 낮은 목표물이었다. 나머지 14%의 목표물은 지대공 미사일 발사대와 레이더 체계 등 매우 높은 가치를 지닌 것이었다.
LostArmour에 따르면, 2024년 2월 28일을 기준으로 러시아는 2022년 7월부터 우크라이나의 다양한 무기에 대해 총 1,163회의 란쳇 공격을 실시했다. 이 중 363개 목표물(31.2%)이 파괴되었고, 615개 목표물(52.9%)이 상당한 피해를 입었다. 드론은 92회에 걸쳐 목표물을 공격하지 못했고, 91회 공격에 대한 결과는 아직 확인되지 않았다. 란쳇 작전의 절반 가까이는 포병 시설에 집중되었는데, 여기에는 255문의 자주포, 272문의 곡사포와 박격포, 34개의 MLRS 발사대가 포함되었다. 197개 표적이 전차였고, 118개가 경장갑차량이었고, 10개가 선박이었다. 10% 목표는 자동차와 기타 비교적 가치가 낮은 목표였다. 나머지 14%의 목표물은 지대공 미사일 발사대와 레이더 체계 등 매우 높은 가치를 지닌 것이었다.
2023년 11월 1일, 영국 국방부는 란쳇이 러시아가 지난 12개월 동안 우크라이나에 배치한 가장 효과적인 새로운 역량 중 하나가 될 가능성이 매우 높다고 밝혔다. 우크라이나 총사령관인 발레리 잘루즈니 장군은 러시아가 란쳇을 "광범위하고 효과적으로" 배치하고 있으며 이를 막는 것이 "꽤 어렵다"고 말했다.
LostArmour는 2024년 5월 29일(5월 1일~29일) 동안 란쳇을 사용한 공격이 285건이나 발생했다는 전례 없는 기록을 세웠는데, 이는 다른 어떤 달보다 많은 수치이며, 지난 몇 년보다 몇 배나 더 많은 수치이다. 이러한 증가는 전쟁 중 러시아 방위 산업의 드론 생산 능력이 성장했음을 반영한다.

## 변형 기종
란쳇-3
기본 기종과 대형 기종이 존재하며, 40분 동안 지속 가능하고 최대 3 킬로그램 (6.6 lb) 의 탑재량을 가진다. 12 킬로그램 (26 lb) 최대이륙중량(MTOW)을 갖으며 최대 속도는 80–110 킬로미터 매 시 (50–68 mph)이다.
란쳇-1
란쳇-3의 소형 기종이다. 1 킬로그램 (2.2 lb)을 운반할 수 있다. 탑재량은 5 킬로그램 (11 lb)이며 최대이륙중량(MTOW)이다.. 지속시간은 30분이다.
이즈델리예-53(또는 아이템 53)
란쳇의 개량 기종이다. 이 기종은 최대 4개의 란쳇을 장착할 수 있는 새로운 튜브 발사기를 탑재했으며, 장갑차량과 그 집중도에 대한 정보를 서로 주고받고, 사전 설정된 범주에서 목표물을 선택하여 완전히 자율적으로 공격할 수 있다. 최대 5 킬로그램 (11 lb) 의 탑재량을 가지고 있다. 2023년 10월 체코산 우크라이나 포병 체계를 상대로 작전 배치가 시작되었다.
우크라이나에 있는 러시아군은 비행 시간을 1시간으로 늘린 개량된 란쳇 자폭 드론과 5kg 이상의 더 강력한 탄두를 사용하기 시작했다. 이는 기본형 기종보다 최소 2kg 이상 더 무겁다. 란쳇은 고폭 파편 탄두 또는 열압력 탄두를 사용하여 인원을 공격하고 고폭 대전차 (HEAT) 탄두를 사용하여 장갑차량을 공격하는 데 사용된다. 대형 개량 기종은 Izdeliye 51로 지정되었고, 3kg 탄두를 장착한 소형 개량 기종은 Izdeliye 52로 지정되었으며 2023년 3월 현재 더 큰 탄두와 새로운 EO 유도 시스템으로 개량된 것으로 알려졌다.

## 대책
러시아가 우크라이나를 침공하는 동안 우크라이나 군은 러시아가 전장에서 란쳇 드론을 전술적으로 사용하는 것에 대응책을 개발하기 시작했다. 우크라이나 군인들은 러시아 군인들도 사용했던 "코프 케이지(Cope Cage)"라는 멸시적인 이름으로 포병대 주변에 철조망, 철망, 심지어 통나무까지 사용하여 철제 철창을 설치하기 시작했다. 한 분석가는 라디오 리버티에 "이 철장은 주로 러시아의 란쳇 자폭 드론을 방해하기 위한 것"이라고 말했다. 2023년 1월에 촬영된 것으로 추정되는 사진에는 이런 철창 때문에 폭발하지 못한 란쳇 드론의 뒷부분이 나와 있으며, 이를 통해 가끔 란쳇의 공격을 방해하는 데 성공했음을 알 수 있다. 우크라이나 군대는 또한 란쳇의 공격을 속이고 방향을 돌리기 위해 HIMARS와 같은 차량 및 무기의 가짜 모형을 사용하기 시작했다.

## 사용국
2023년 11월, 러시아 국영 무기 수출업체 로소보로넥스포르트의 이사인 알렉산데르 미헤예프(Aleksandr Mikheyev)는 러시아 군대의 내수 수요가 높아서 별도로 타국에 란쳇을 수출하지 않는다고 말했다.
 러시아
- 러시아 육군

2024년 8월 27일, 국방과학원에서 김정은 위원장이 참석한 가운데 란쳇-3 기종과 비슷한 자폭 드론을 실험 및 개발하고 있다는 것이 조선중앙통신사에 의해서 발표되었다.
 조선민주주의인민공화국

## 같이 보기
- 에어로바이런먼트 스위치블레이드
- UVision 히어로
- 헤사 샤헤드 136
- 러시아-우크라이나 전쟁
- 무인 항공기
- 자폭형 무인 항공기